# James Robertson

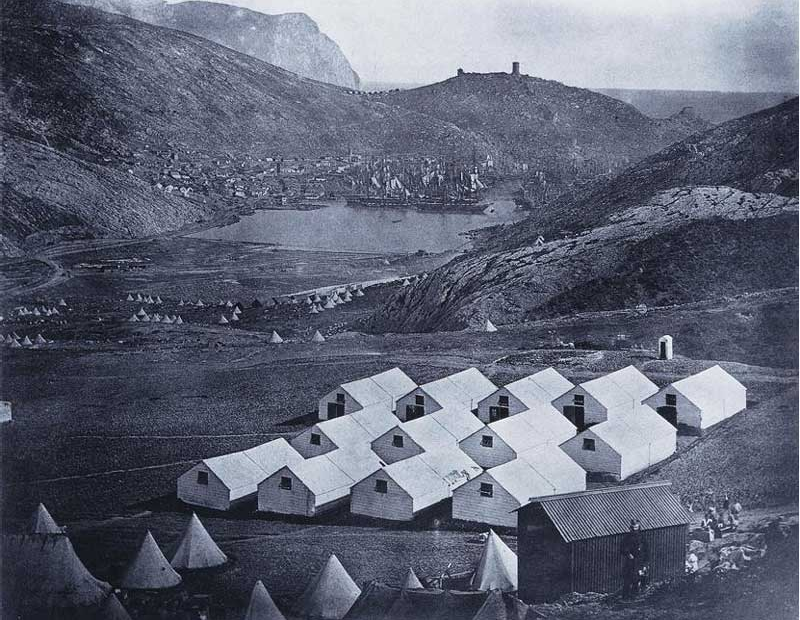
Armádní tábor v bitvě u Balaklavy během Krymské války, 1855; foto: James Robertson & Felice Beato

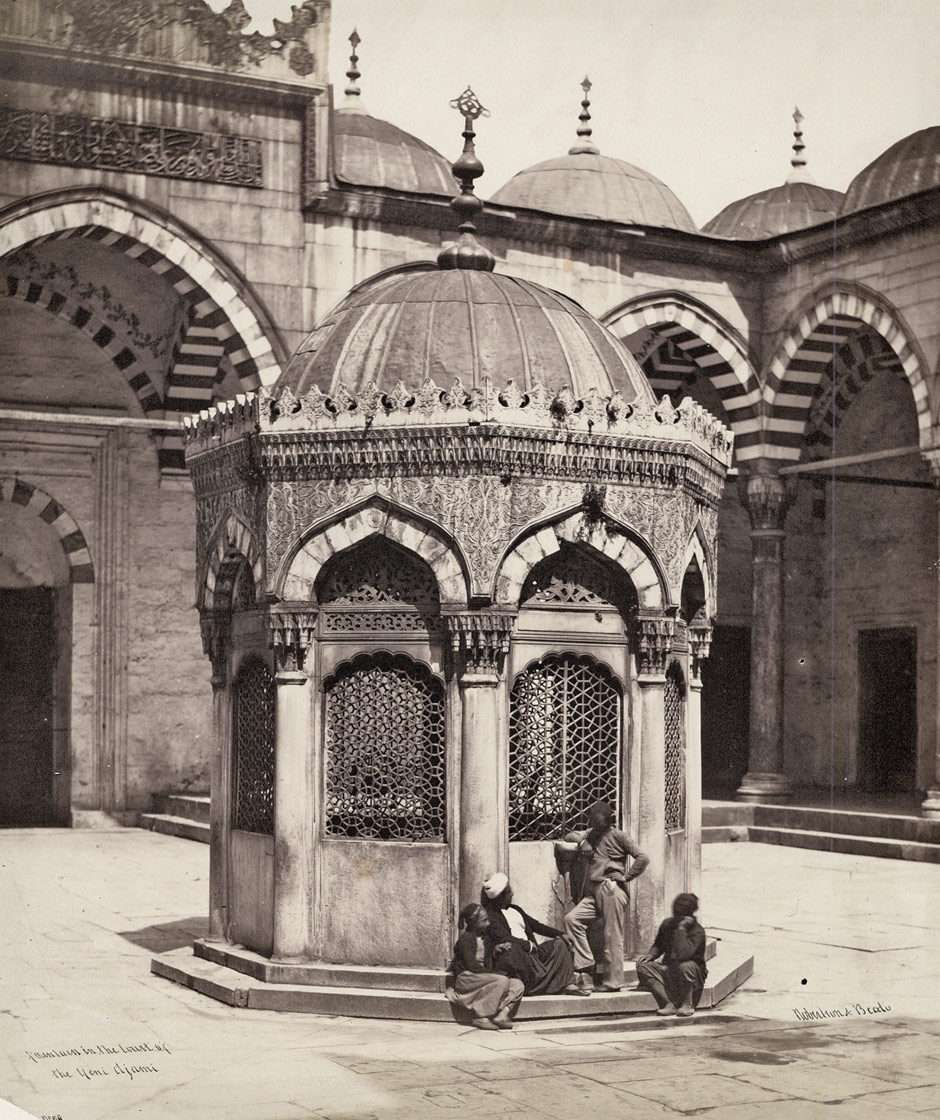
Robertson a Beato: Fontána v Istanbulu, 30 x 25 cm, asi 1854

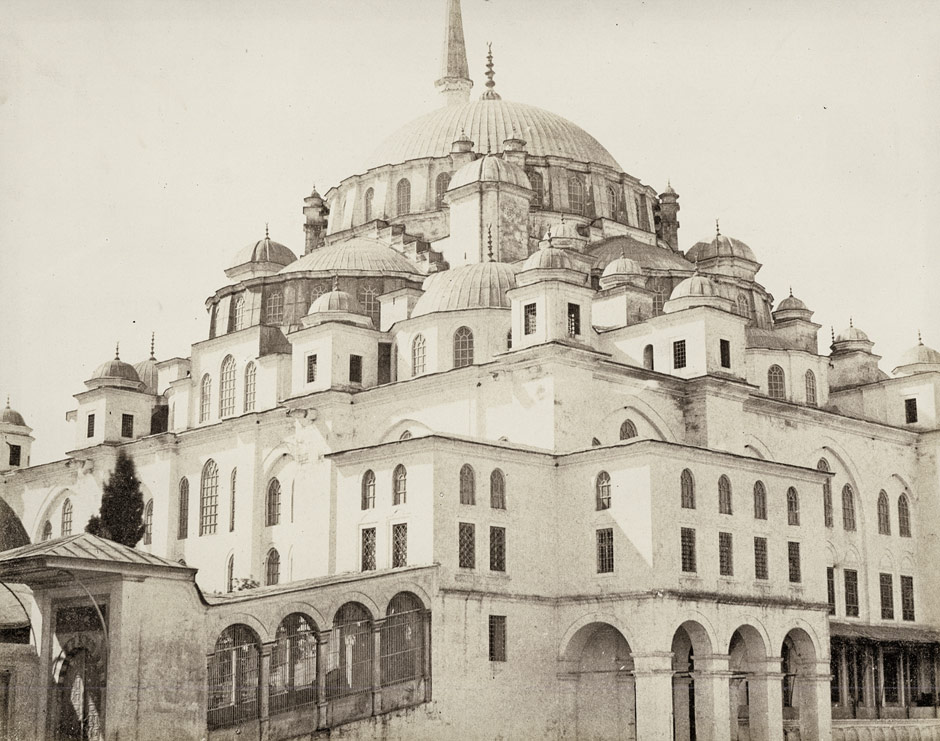
Robertson a Beato: Fatih Camii v Istanbulu, asi 1852–1854

James Robertson (1813 Middlesex – 18. dubna 1888) byl britský fotograf, rytec klenotů a mincí, který pracoval v oblasti Středozemního moře, na Krymu a případně v Indii. Byl jedním z prvních válečných fotografů.

## Život a dílo
Narodil se v roce 1813 v Middlesexu. Vyučil se jako rytec u Wyona (pravděpodobně Williama Wyona) a v roce 1843 začal pracovat jako rytec Říšské Osmanské mincovny v Konstantinopoli.
Robertson se začal zajímat o fotografii pravděpodobně v Osmanské říši roku 1840. V roce 1853 začal fotografovat s britským fotografem Felicem Beatem a oba vytvořily partnerství s názvem Robertson & Beato buď v tomto roce nebo o rok později, kdy si Robertson otevřel fotografický ateliér ve městě Pera v Konstantinopoli. Robertson a Beato vzali s sebou Beatova bratra Antonia na fotografickou expedici na Maltu roku 1854 nebo 1856 a do Řecka a Jeruzaléma v roce 1857. Řada fotografií této společnosti vyrobených v roce 1850 jsou podepsány Robertson, Beato and Co.. Pravděpodobně "and Co." odkazuje na Antonia.
V závěru roku 1854 nebo začátem roku 1855 si Robertson vzal Beatovu sestru Leonildu Marii Matildu Beato. Měli spolu tři dcery, Catherinu Grace (nar. 1856), Edith Marcon Vergence (nar. 1859) a Helenu Beatruc (nar. 1861).
Roku 1855 Robertson a Felice Beato odcestovali na Balaklavu na Krymu, kde pokračovali ve fotografování reportáže z Krymské války po Rogeru Fentonovi. Nasnímali také pád Sevastopolu v září 1855.
Některé zdroje uvádějí, že v roce 1857 oba dva, Robertson i Felice Beato odešli do Indie fotografovat indické povstání, ale je více pravděpodobné, že Beato odcestoval sám. V tomto čase Robertson dělal fotografie v Palestině, Sýrii, na Maltě a v Káhiře s jedním nebo oběma Beatovými bratry. Roku 1860, poté co Felice Beato odešel do Číny, aby fotografoval Druhou Opiovou válku a Antonio Beato odešel do Egypta, Robertson se nakrátko vrátil s Charlesem Shepherdem zpět do Konstantinopole. Firma Robertson & Beato byla rozpuštěna v roce 1867, poté co vyprodukovala řadu vynikajících obrazů – včetně několika pozoruhodných panoramat – Malty, Řecka, Turecka, Damašku, Jeruzaléma, Egypta, Krymu a Indie.
Robertson se pravděpodobně vzdal fotografie roku 1860 a vrátil se k práci rytce Imperial Ottoman Mint až do svého odchodu do důchodu v roce 1881. Zemřel v dubnu 1888.

## Galerie

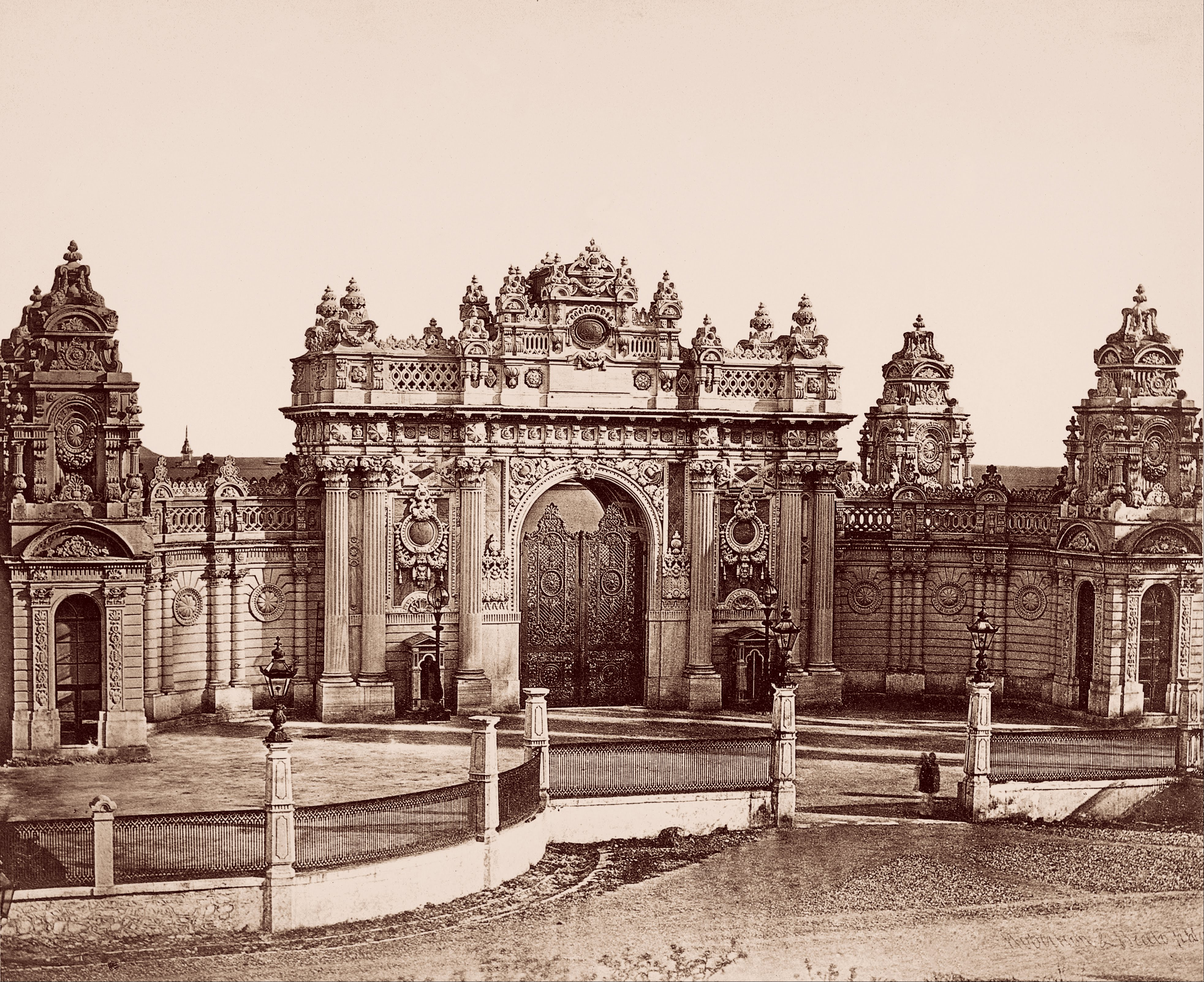
Robertson & Beato: Dolmabahçe Palace Imperial Gate, Google Art Project
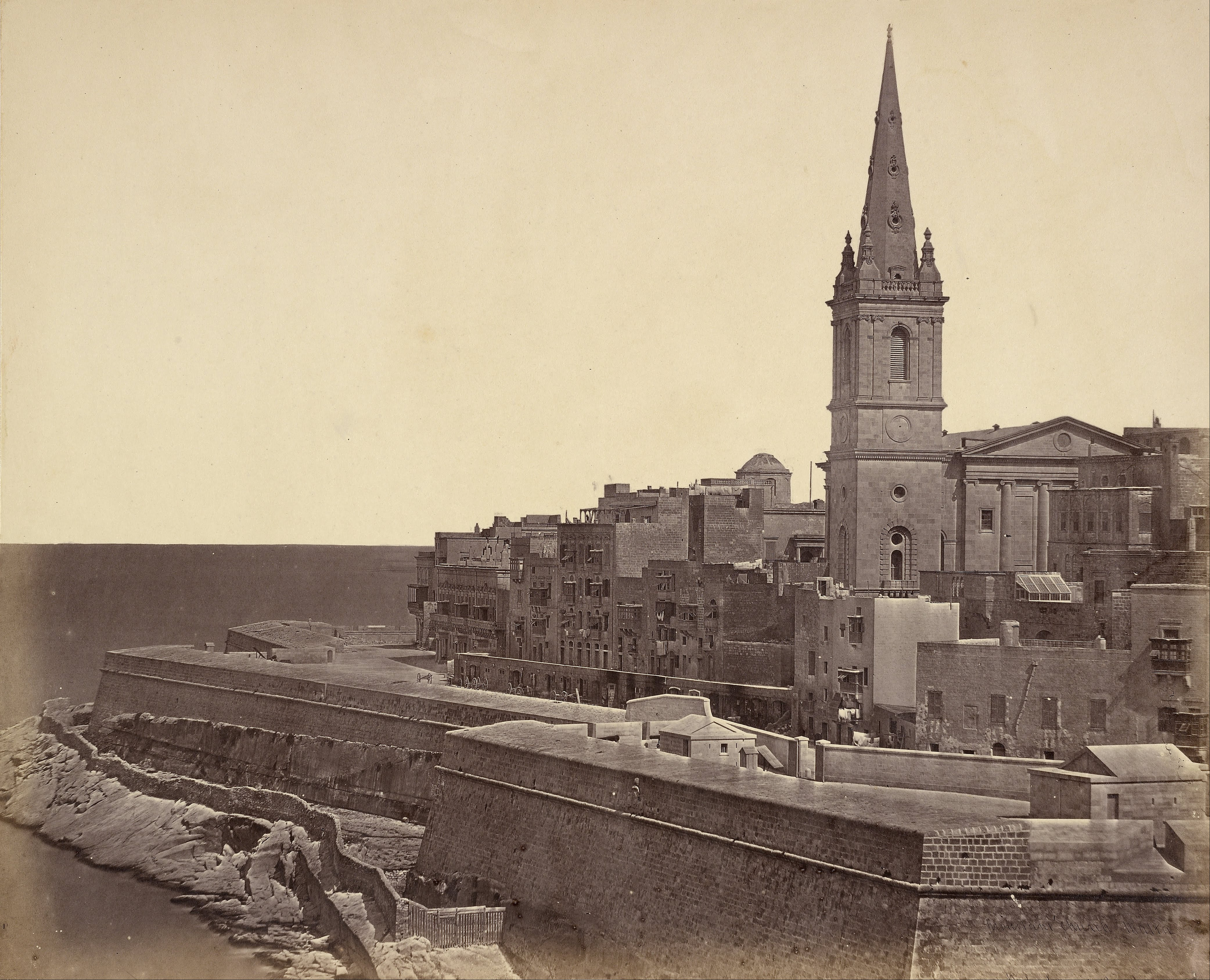
Robertson & Beato: Protestantský kostel, Malta, Google Art Project
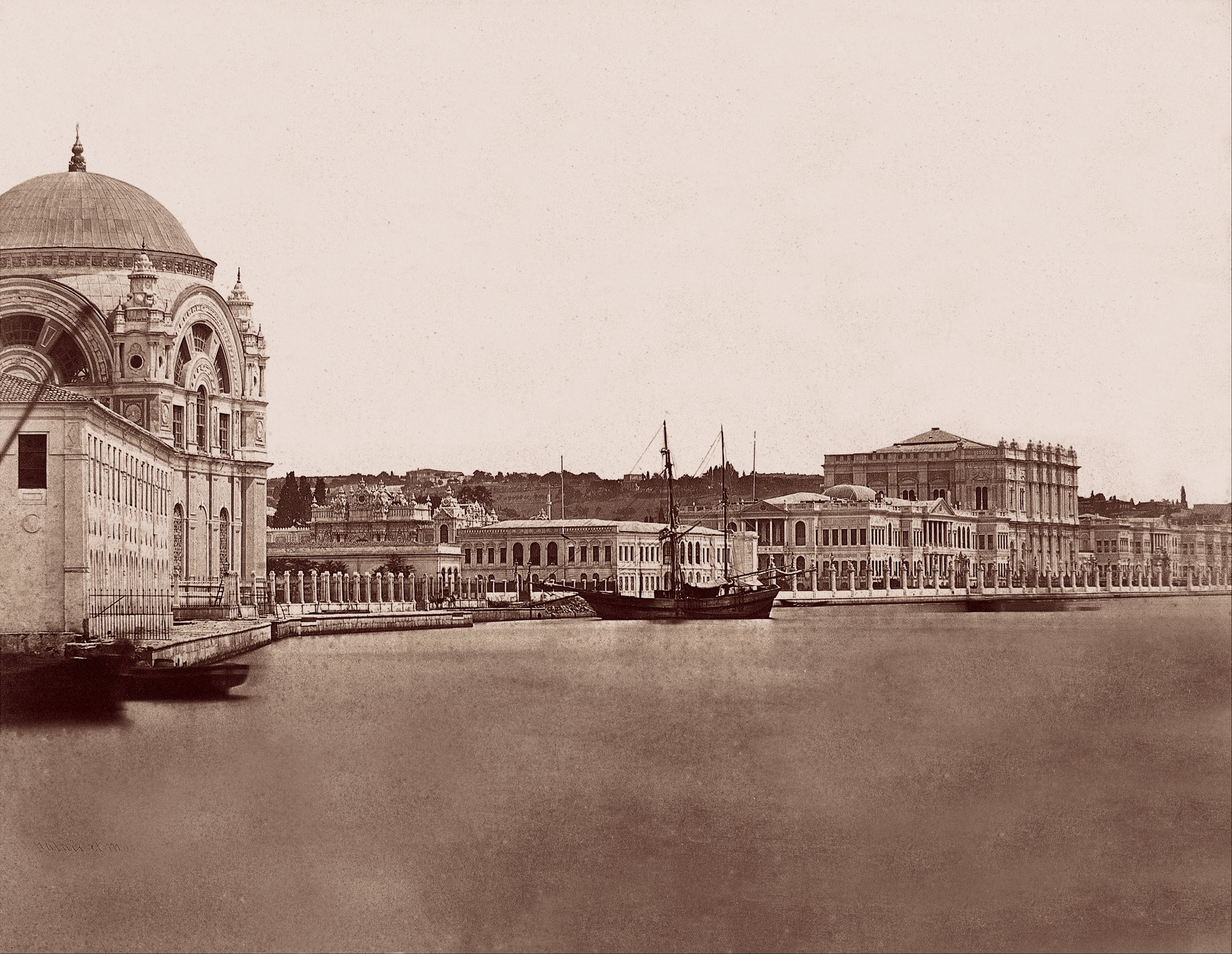
Robertson & Beato: Dolmabahçe Palace and Mosque, Google Art Project
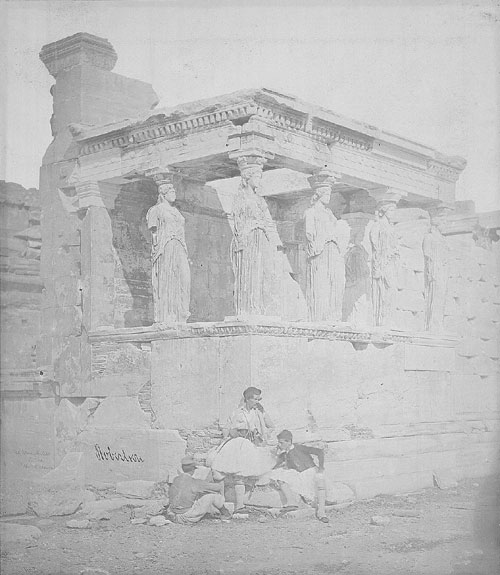
Erechtheum Acropolis, 1853
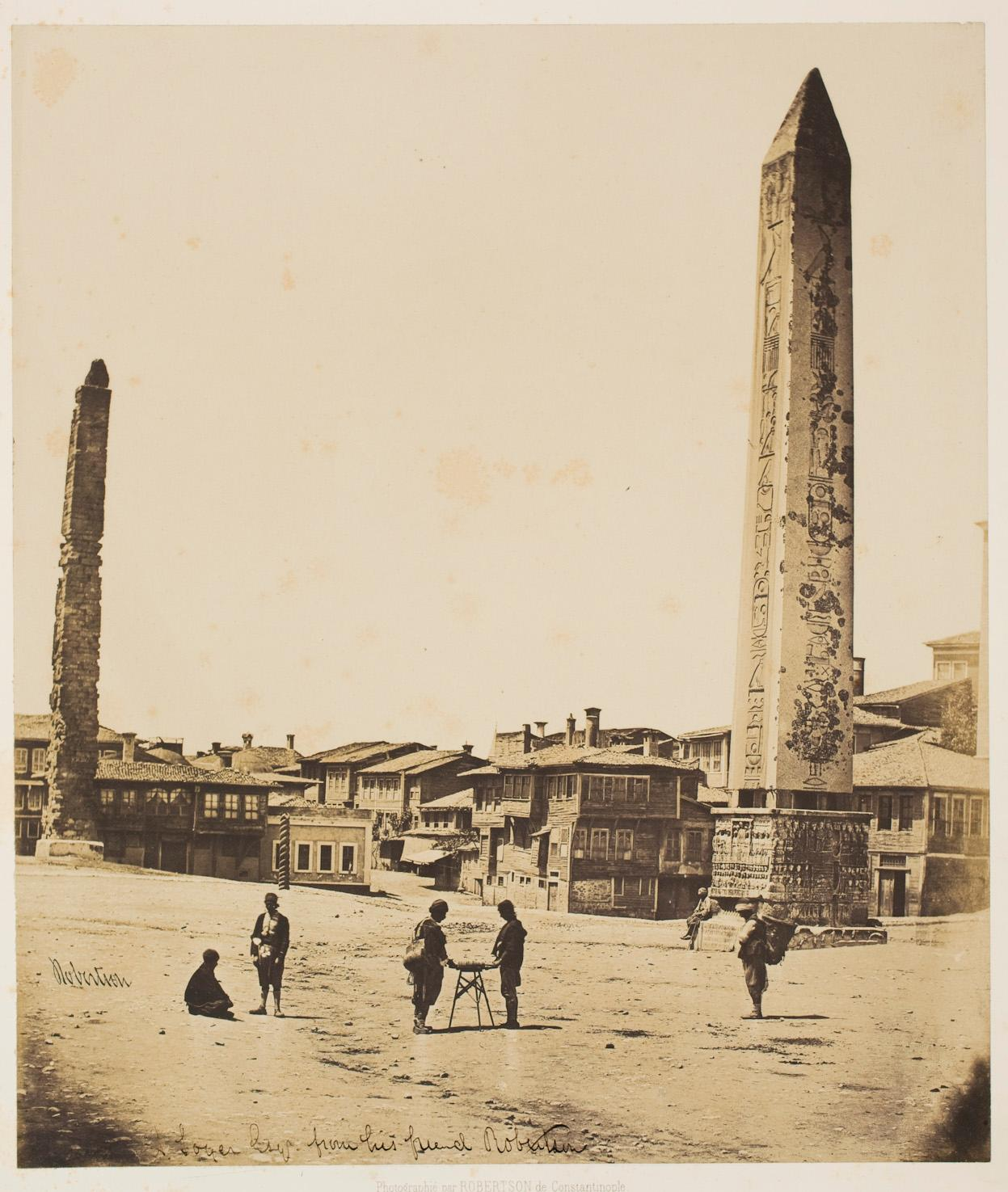
Obelisk in the Hippodrome, Constantinople, asi 1854
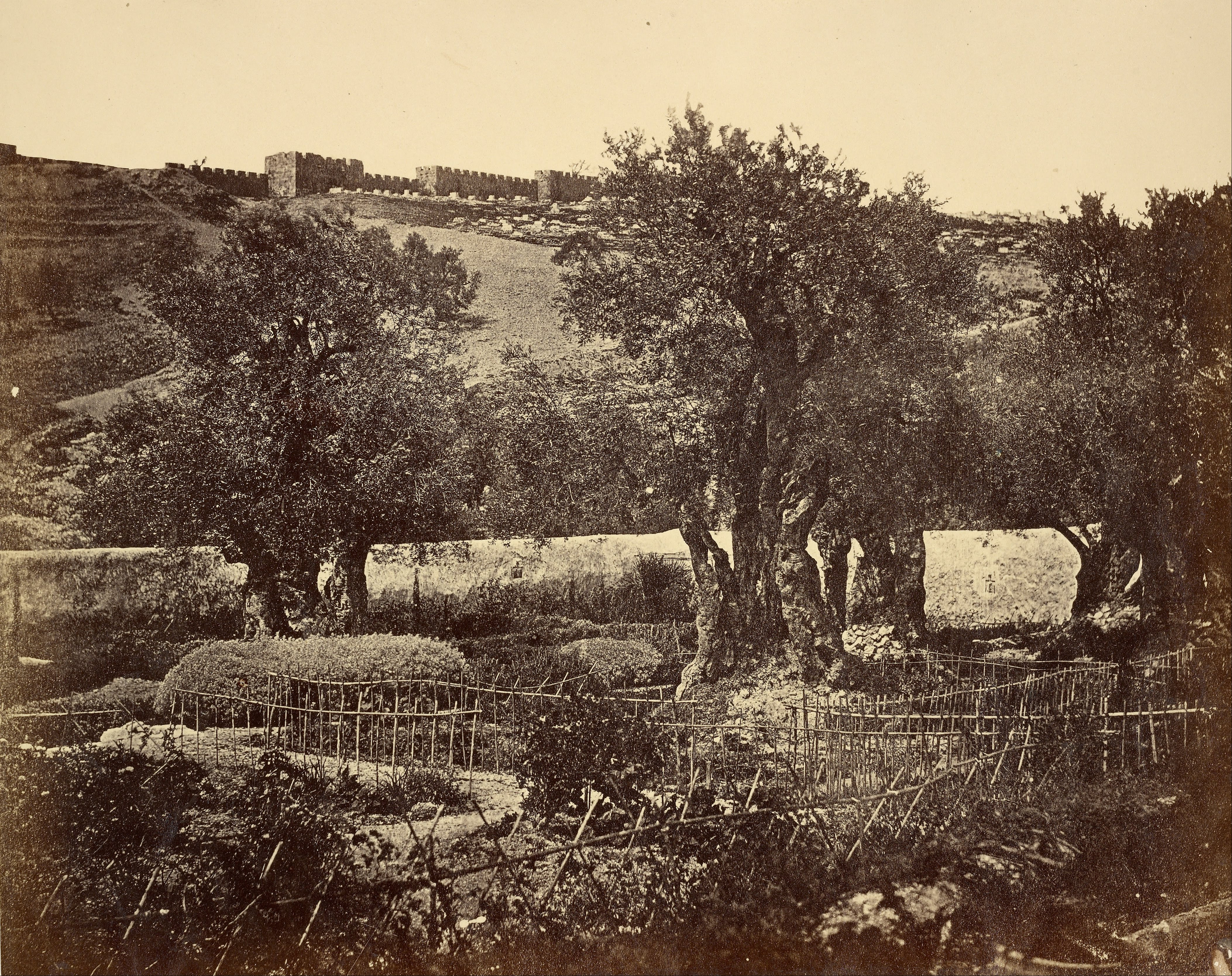
The Garden of Gethsemane, 1857
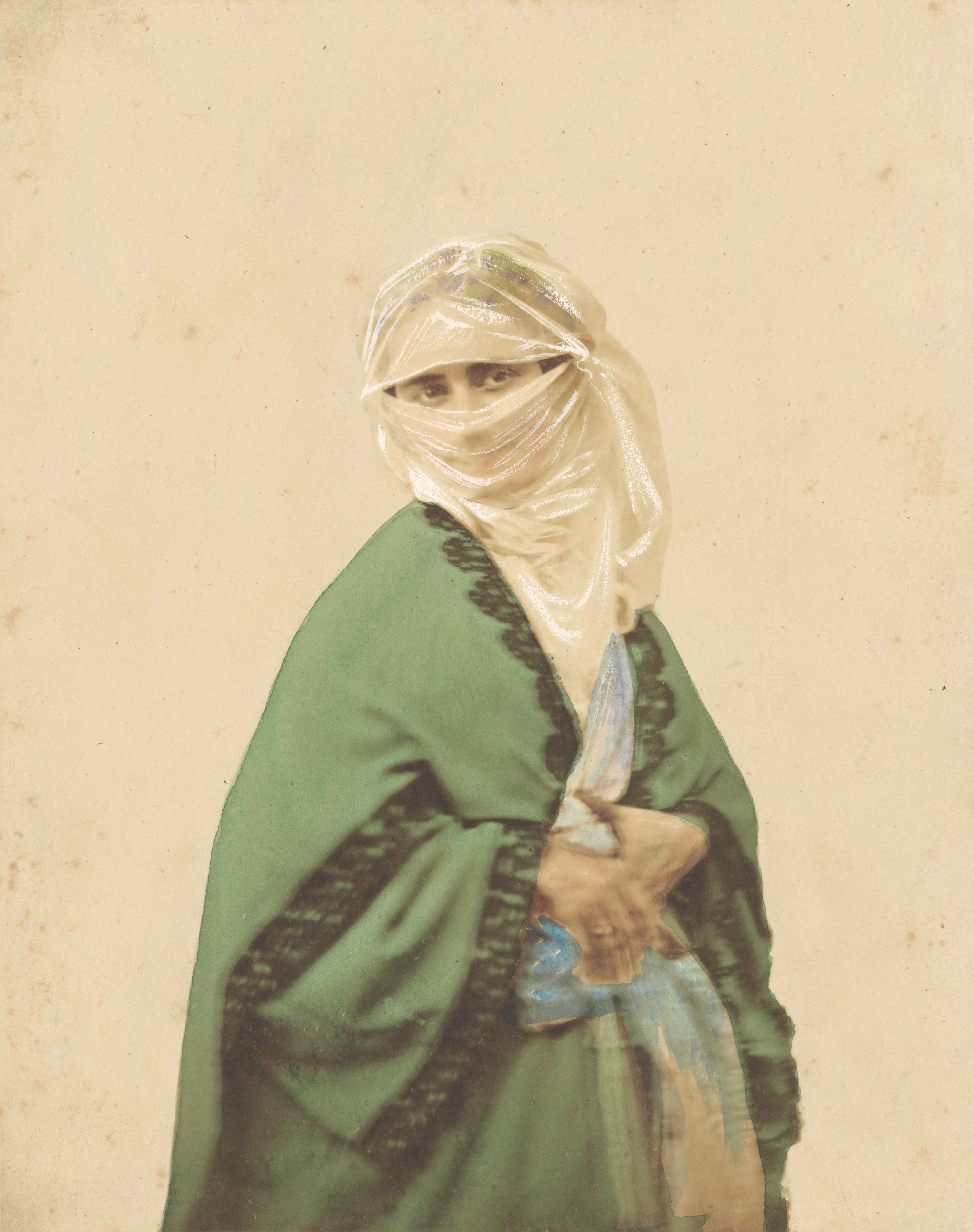
A Turkish Woman in Outdoor Dress, ručně kolorováno, asi 1857
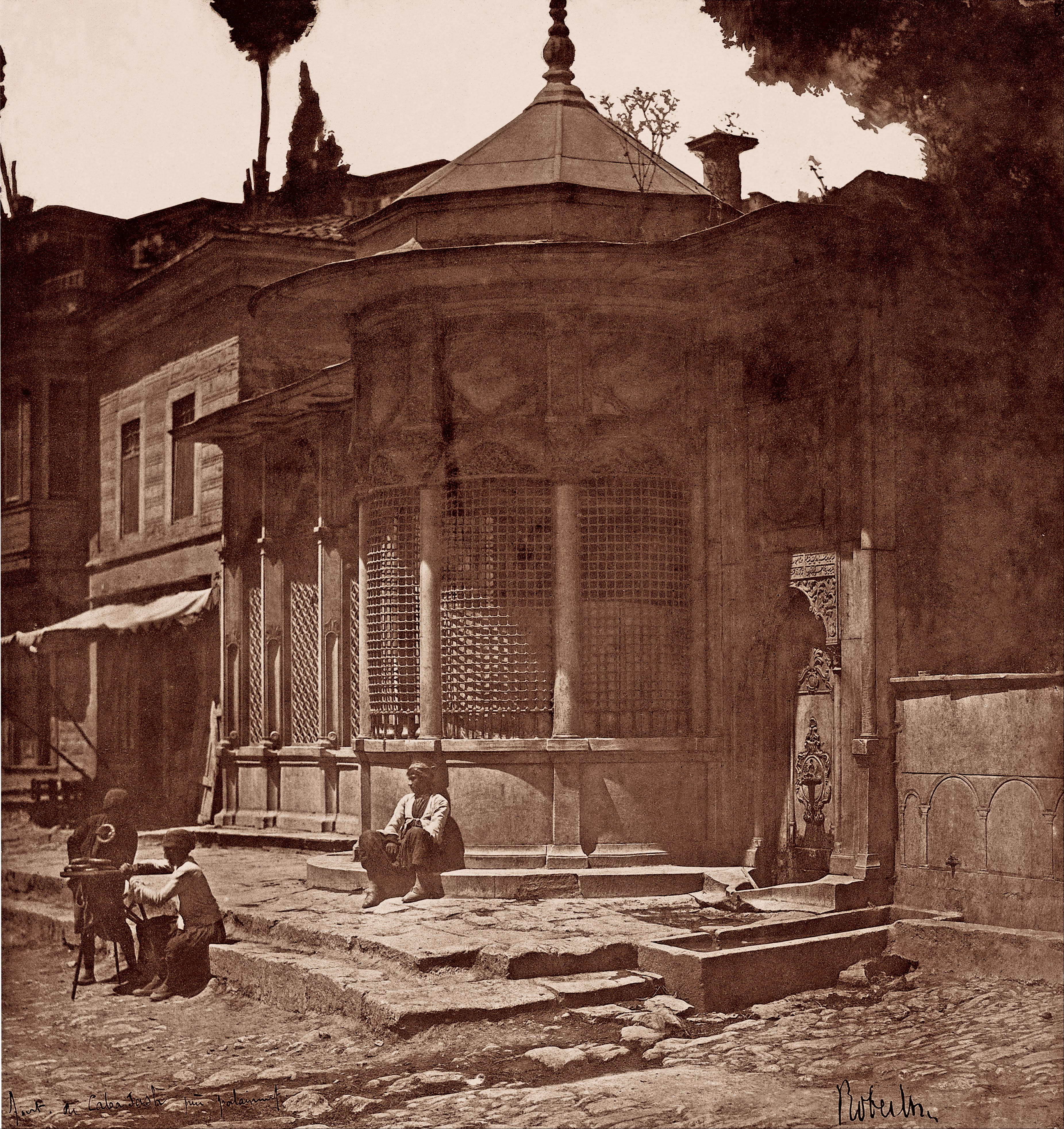
Mehmed Emin Ağa Fountain, datum neznámé
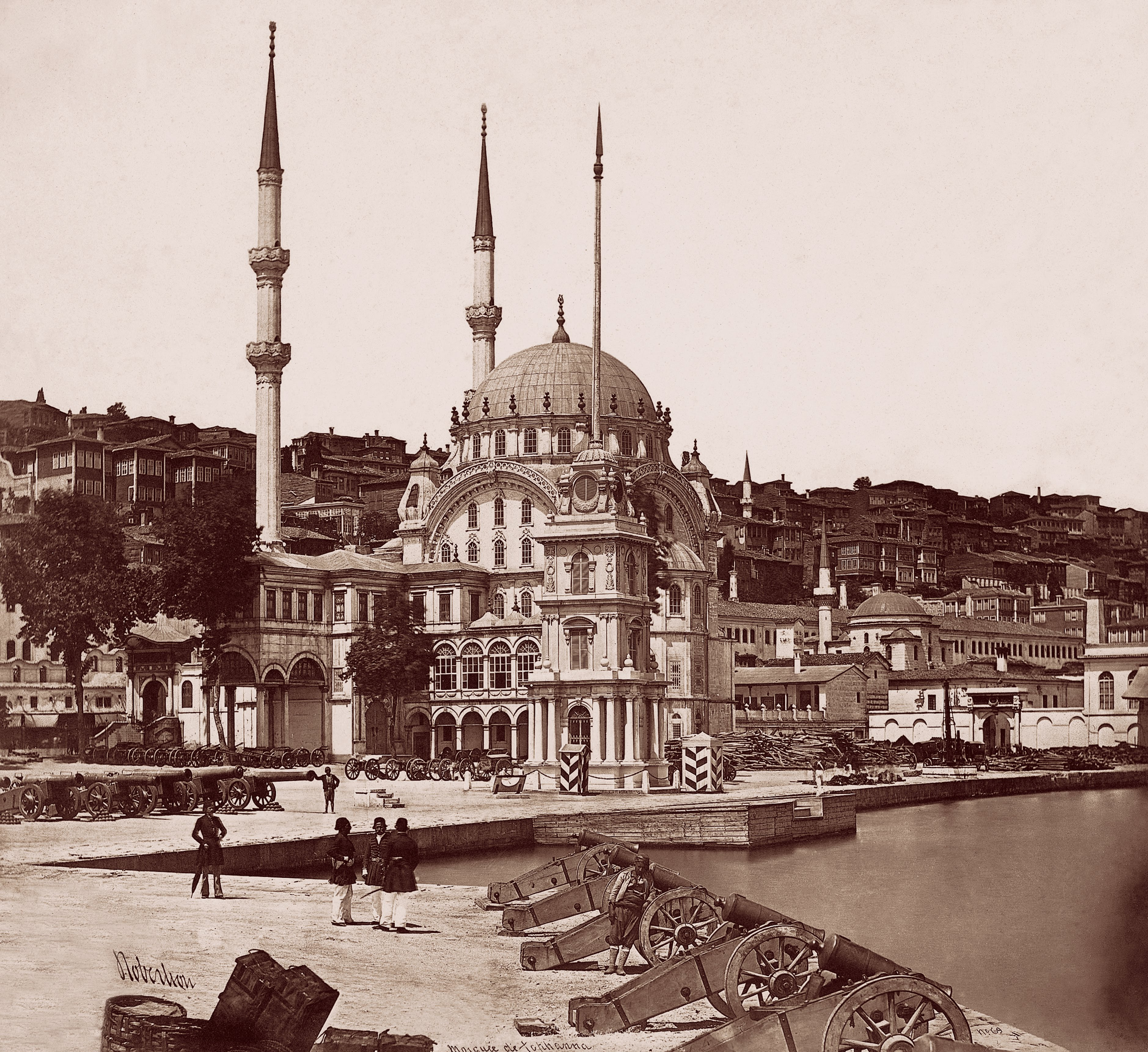
Nusretiye Mosque and Tophane Square, datum neznámé
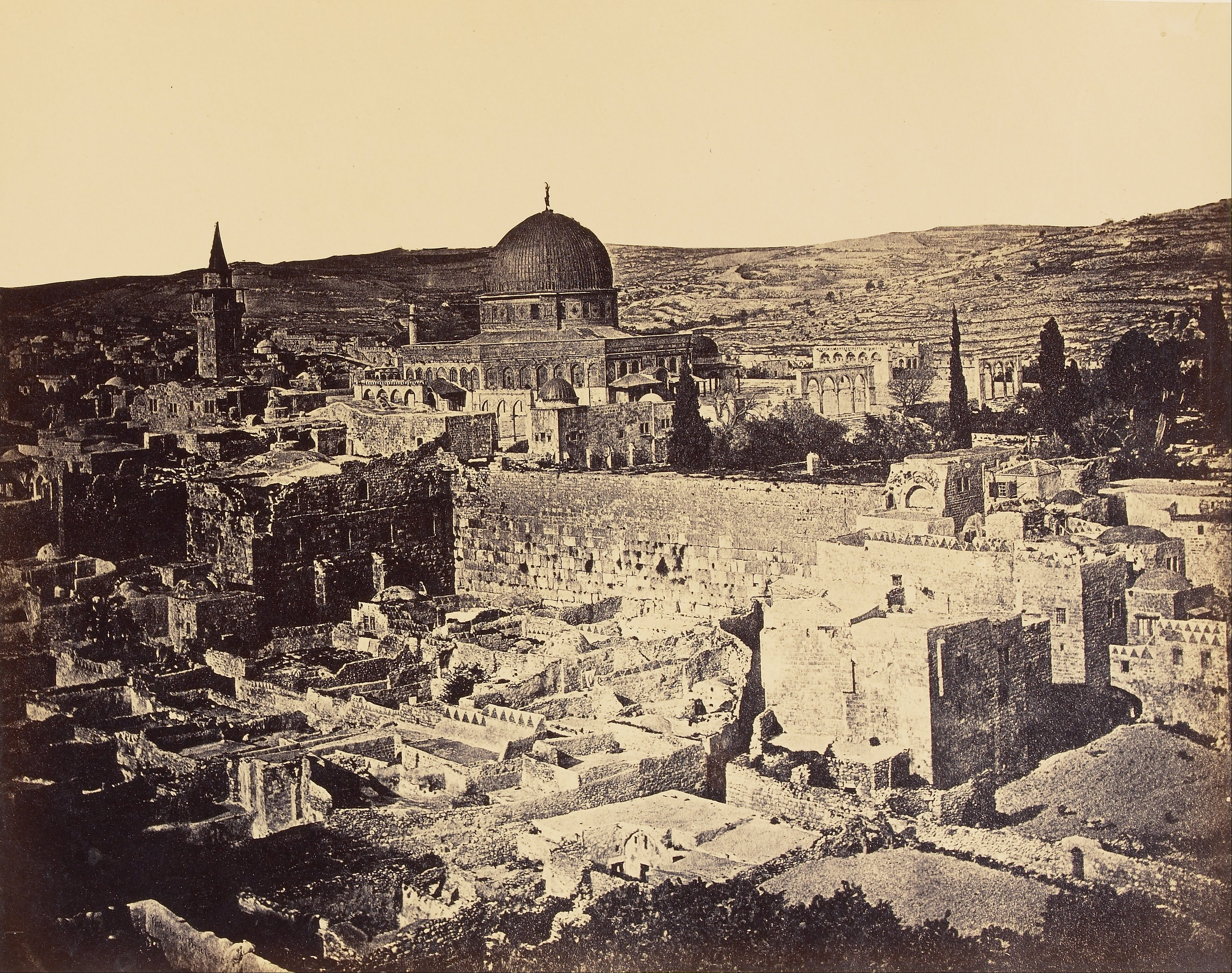
Dome of the Rock on Temple Mount and Wailing Wall, 1857
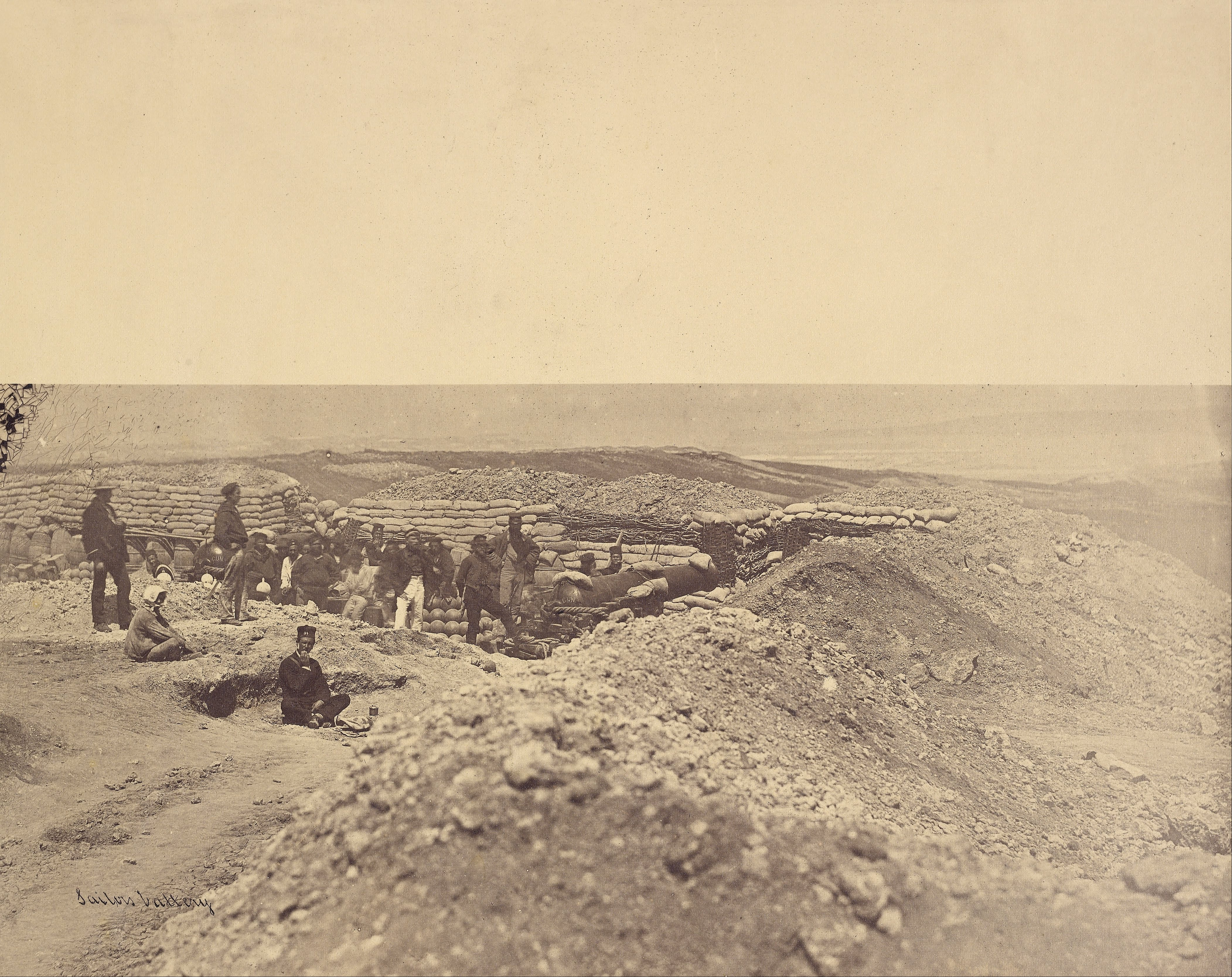
British Sailor's Battery, 1855
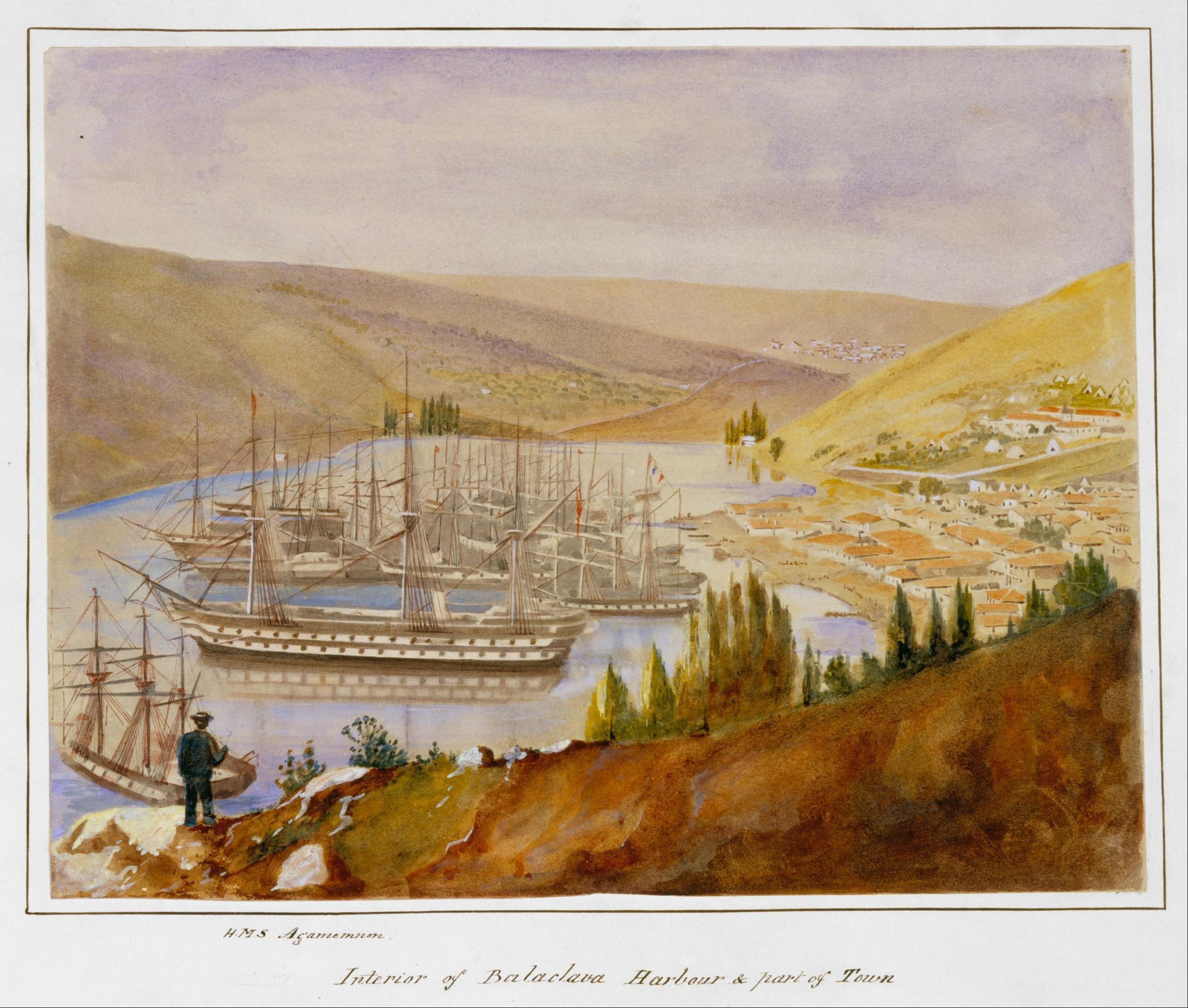
Interior of Balaclava Harbour and Part of Town, hand-coloured photograph, 1855
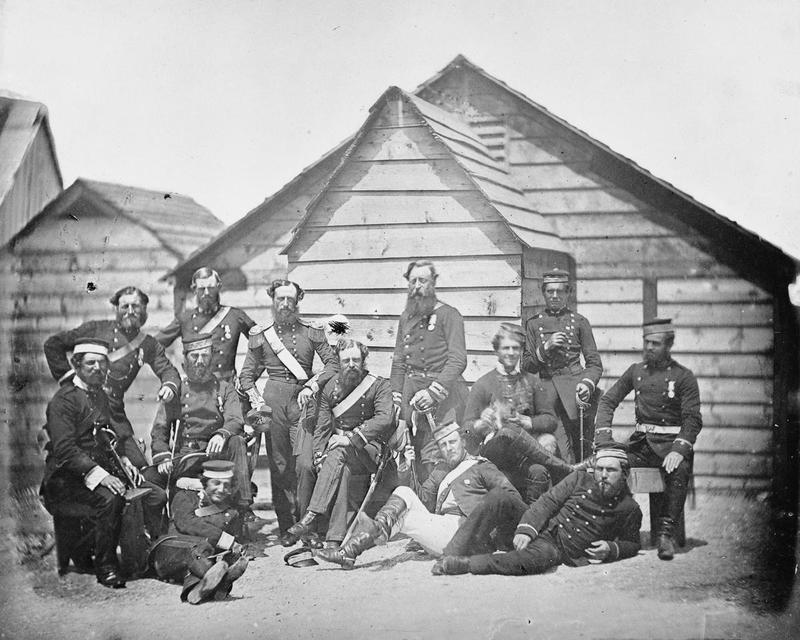
Crimean War, [Group of soldiers outside a hut], asi 1855
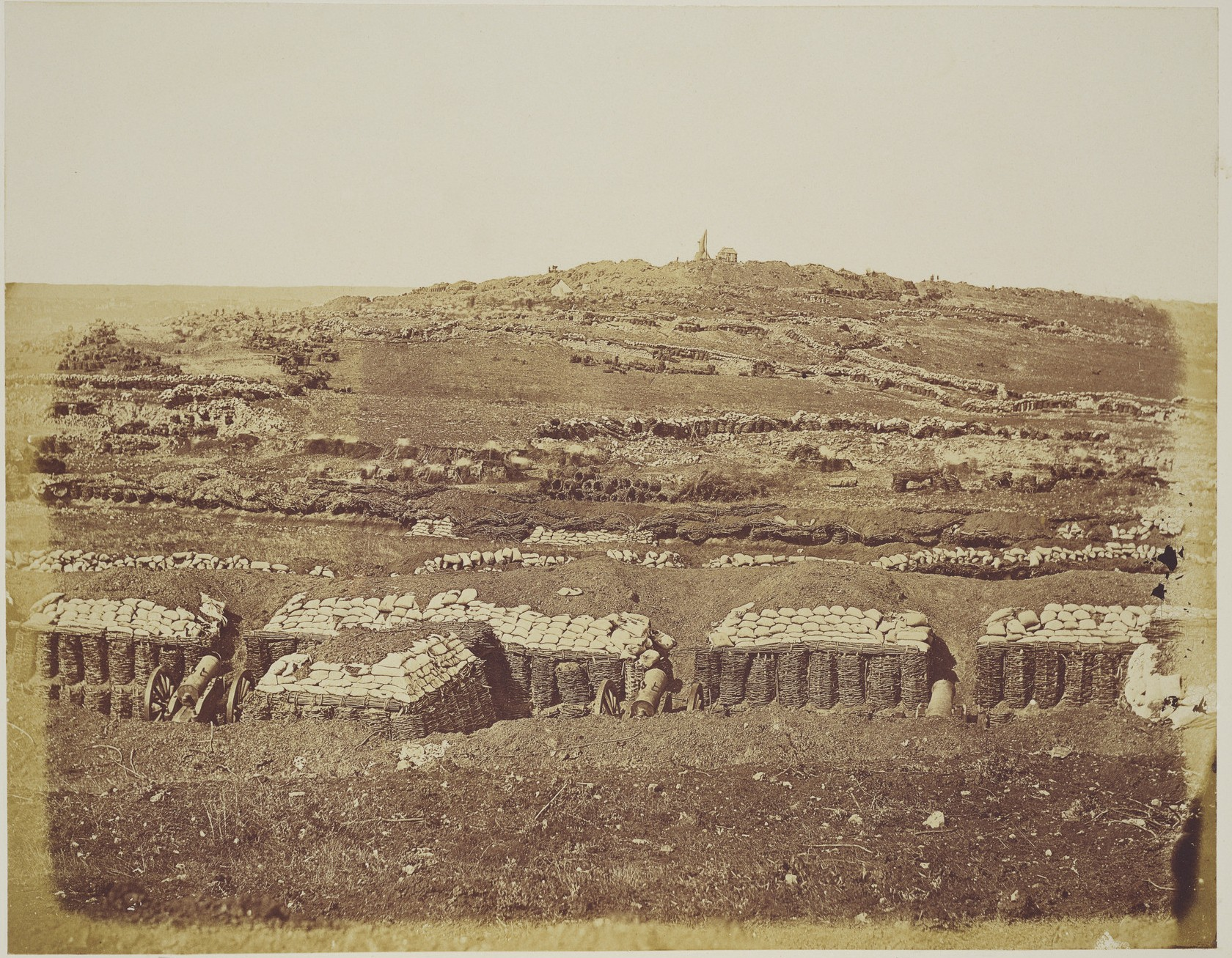
Malakoff from the Mamelon, 1855
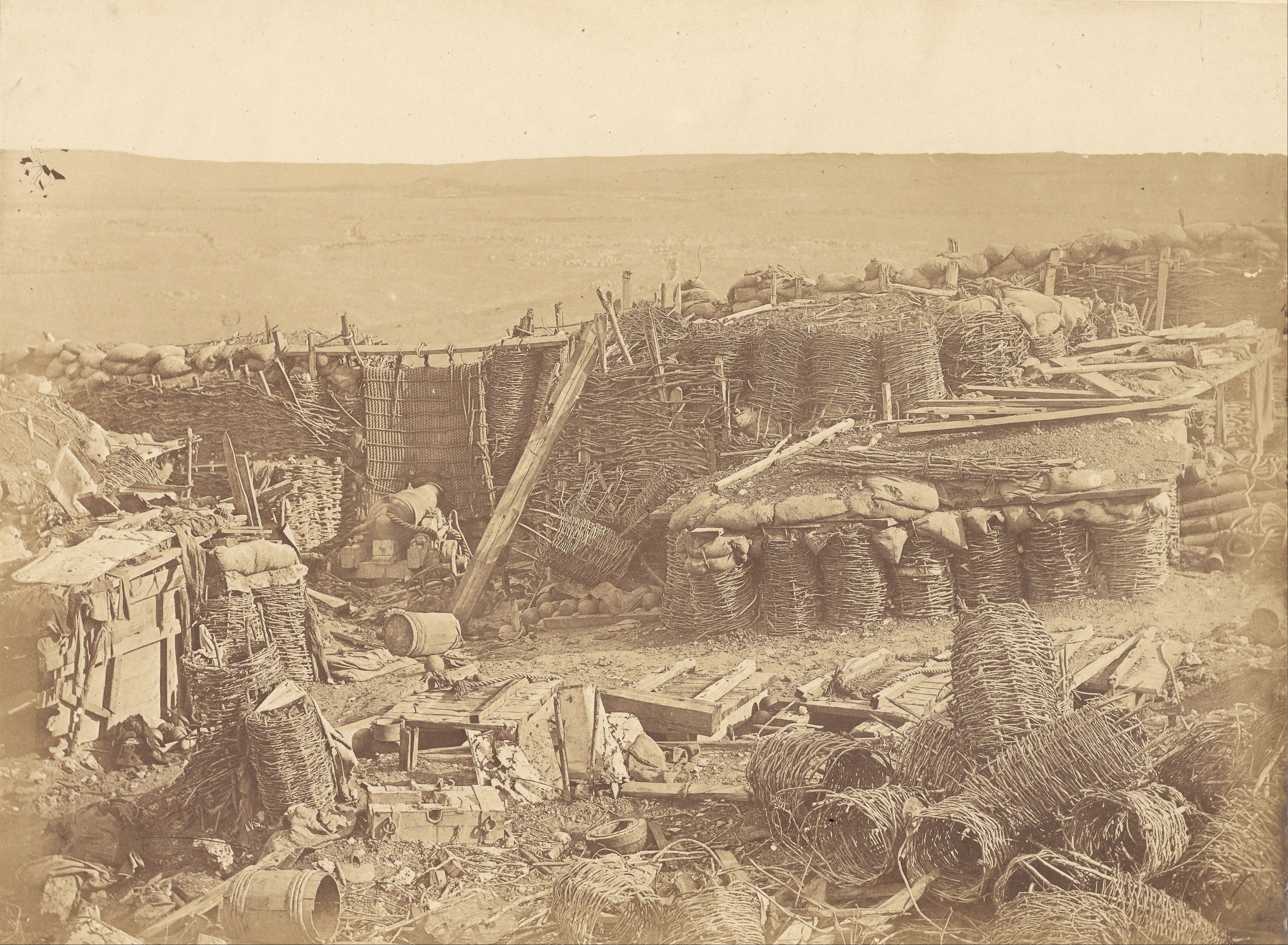
Interior of the Redan - Russian Battery, asi 1855
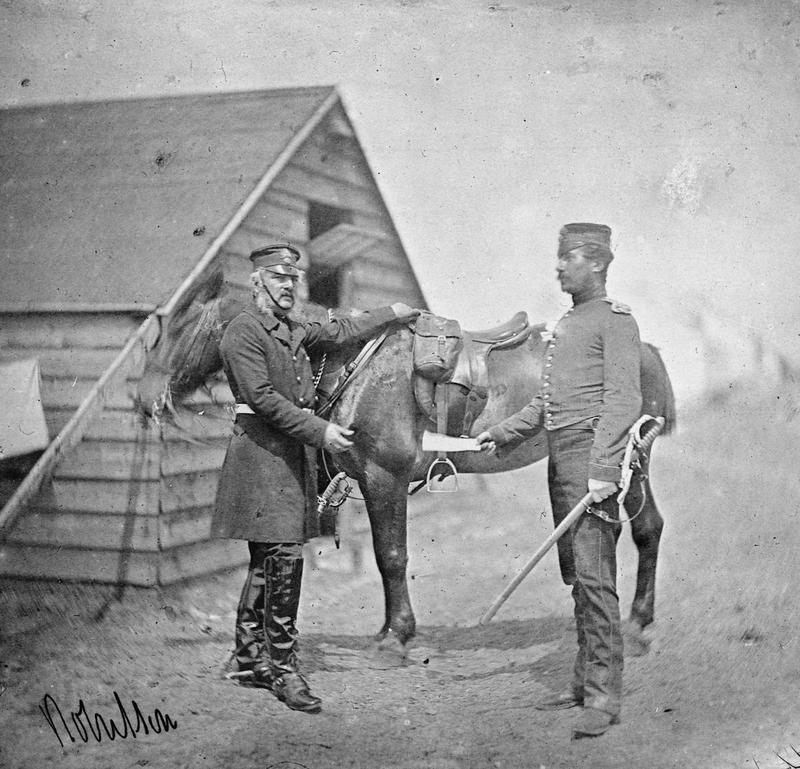
Crimean War, [Colonel W.L.Yea with his horse, receives a signal from his adjutant, Lt.J.St Clair Hobson. Both killed at Sevastopol 18 June 1855], asi 1855
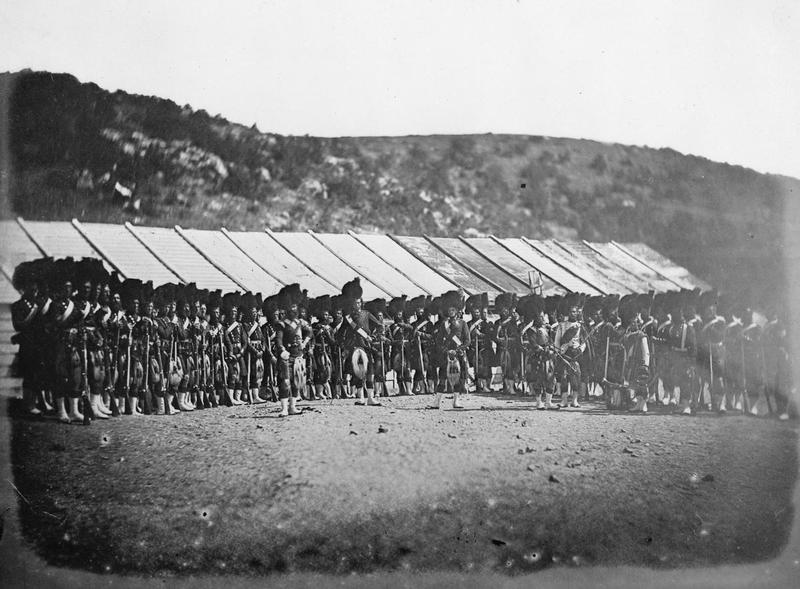
Crimean War, [Scottish troops, wearing bearskin and kilts, asi 1855
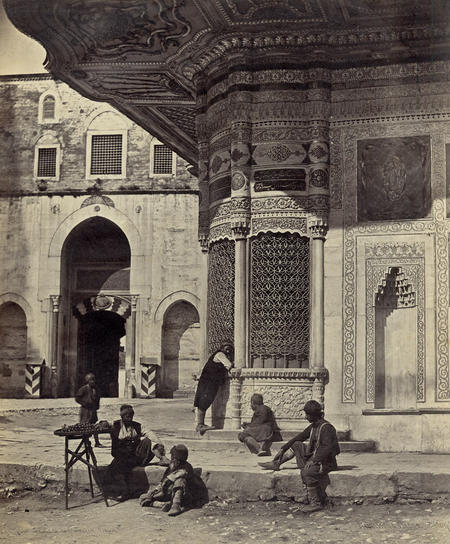
Imperial Port of Serail, asi 1854
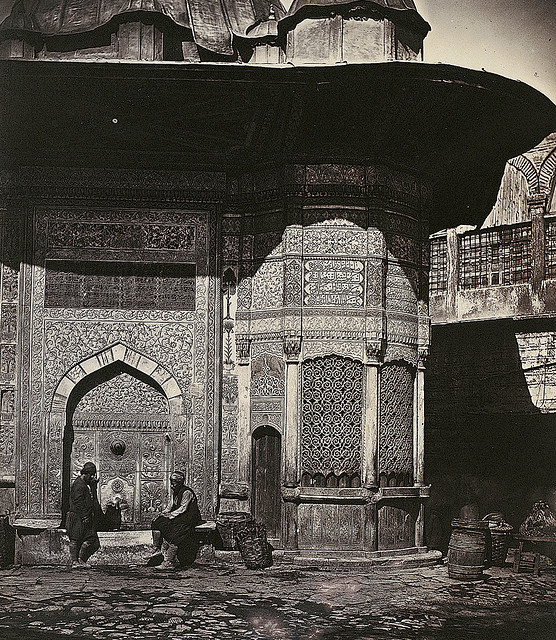
Figures at the Fountain of Sultan Ahmet III, Istanbul, 1850s
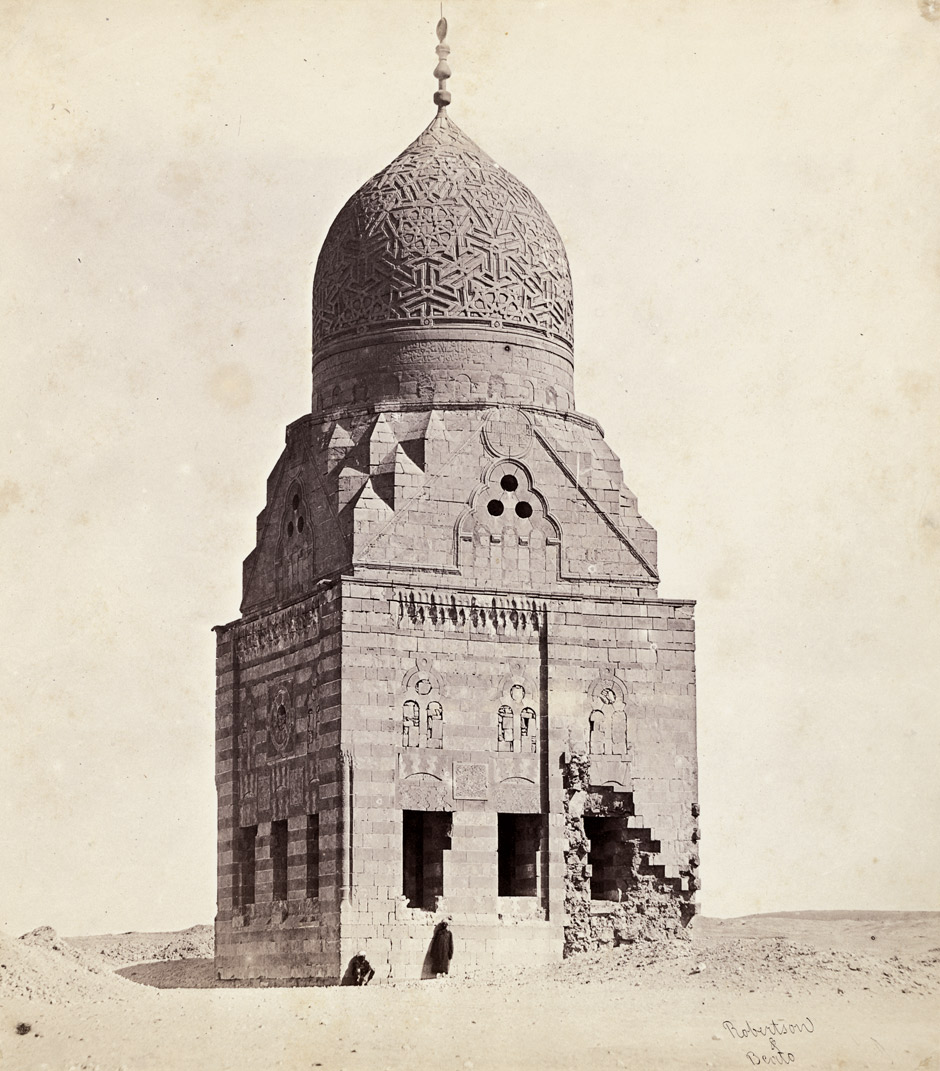
Tomb of Sultan az-Zahir Qansuh, asi 1858